# Pangrapta argyrographa
Pangrapta argyrographa är en fjärilsart som beskrevs av Paul Mabille 1893. Pangrapta argyrographa ingår i släktet Pangrapta och familjen nattflyn. Inga underarter finns listade i Catalogue of Life.